# 마이크로소프트 워드
마이크로소프트 워드(Microsoft Word)는 마이크로소프트에서 개발한 워드 프로세서다. 전세계에서 가장 널리 쓰이는 워드 프로세서이다. 마이크로소프트 오피스의 주요 제품군 가운데 하나이기도 하다. 1983년 10월 25일 "Multi-Tool Word for Xenix systems"라는 이름으로 첫 출시되었다. 1983년에 MS-DOS용으로 워드1이라는 버전으로, 1985년에는 매킨토시용으로, 1989년에 윈도우용으로 처음 개발되었다. =rand()이라 치고 엔터 키를 누르면 도움말이 나온다.

## 기본 확장자
워드의 파일 포맷은 오피스 오픈 XML를 기반으로 만들어졌으며, .doc, .docx라는 확장자를 사용한다.

## 매킨토시용 제품

### 워드 2004
OS X용으로 2004년에 출시되었다. 파워PC(PowerPC) 중앙 처리 장치에서 작동하도록 개발되었고, 인텔사의 중앙 처리 장치에서는 OS X의 로제타 기술로 워드 2004를 에뮬레이팅해 사용할 수 있다.

### 워드 2008
2008년 1월에 로제타(Rosetta) 기술을 이용해 에뮬레이팅하지 않고도 인텔 중앙 처리 장치든 파워PC(PowerPC) 장치든 상관 없이 원활하게 작동하는 유니버설 바이너리 버전으로 출시했다.

## 윈도우용 제품

### 워드 2007
워드 2007에 새로 나온 기능은 다음과 같다.
- 새로운 모양의 서식 설정 버튼. 서식들 중 하나를 예전 버전보다 쉽게 고를 수 있다.
- 단어 수가 상태 표시줄에 표시된다. 사용자가 단어를 넣으면 자동적으로 단어 수가 갱신된다.
- 맞춤법 검사기가 이전에 비해 일관성이 나아졌다. 또한, 영어, 독일어, 스페인어 문서에서만큼은 "문맥에 맞는 맞춤법" 검사 기능이 들어가 있다.
- 서식이 설정된 콘텐츠를 문서에 추가할 수 있도록 문서 블록이라는 기능을 제공한다. 파워포인트의 서식 설정 기능과 비슷한 것이 이번 버전에서야 들어갔다.
- 두 가지 버전의 문서를 비교할 수 있다. 비교 중인 문서, 원본 문서, 수정한 문서가, 화면을 분할하여 각각의 조그마한 창에 표시된다.
- 문서를 공유하기 전에 문서 검사를 사용하여야지, 해당 문서에서 숨겨진 메타데이터, 개인 정보 또는 문서에 저장된 콘텐츠 등을 검사할 수 있으며, 그것을 제거할 수 있다.
- 최종 문서 버전을 다른 사용자와 공유하기 전에 최종본으로 표시 명령을 사용하여 해당 문서를 읽기 전용으로 만들고 최종 문서 버전을 공유할 다른 사용자에게 전달할 수 있다.
- 새로운 수식 편집기가 포함되었으며, TeX과 비슷한 방식이지만 독자적인 Office Math Markup Language(OMML) 문법으로 수식을 직접 입력할 수도 있으며, 위지윅 방식으로도 수식을 입력할 수 있다. 클립보드를 통해 MathML 포맷으로 다른 프로그램과의 자료 호환을 지원하며, MathMagic과 같은 일부 수식 편집기는 마이크로소프트 워드 2007의 수식을 직접 읽어 들이는 것을 지원한다.

## 버전
MS-DOS용 버전:
- 1983년 11월 — 워드 1
- 1985년 — 워드 2
- 1986년 — 워드 3
- 1987년 — 워드 4 aka 마이크로소프트 워드 4.0 PC용
- 1989년 — 워드 5
- 1991년 — 워드 5.1
- 1991년 — 워드 5.5
- 1993년 — 워드 6.0

매킨토시용 버전:
- 1985년 1월 — 워드 1
- 1987년 — 워드 3
- 1989년 — 워드 4
- 1991년 — 워드 5
- 1993년 — 워드 6
- 1998년 — 워드 98
- 2000년 — 워드 2001, 맥 OS 9과 마지막으로 호환되는 버전
- 2001년 — 워드 v.X, 최초의 맥 OS X 전용 호환 버전
- 2004년 — 워드 2004, 맥용 오피스 2004의 일부
- 2008년 — 워드 2008, 맥용 마이크로소프트 오피스 2008의 일부
- 2011년 — 워드 2011, 맥용 마이크로소프트 오피스 2011의 일부
- 2015년 — 워드 2016, 맥용 마이크로소프트 오피스 2016의 일부

윈도우용 버전:
- 1989년 11월 - 워드 1.0 (코드이름: Opus)
- 1990년 3월 - 워드 1,1 (코드이름: Bill the Cat)
- 1990년 6월 - 워드 1.1a
- 1991년 - 워드 2.0, (코드 이름: Spaceman Spiff)
- 1993년 - 워드 6.0, (코드 이름: T3)
- 1995년 - 워드 95 (버전 7.0) - 오피스 95에 포함
- 1997년 - 워드 97 (버전 8.0) - 오피스 97에 포함
- 1998년 - 워드 98 (버전 8.5) - 오피스 97 파워에 포함 (일본, 한국에서만 배포)
- 1999년 - 워드 2000 (버전 9) - 오피스 2000에 포함
- 2001년 - 워드 2002 (버전 10) - 오피스 XP에 포함
- 2003년 - 워드 2003 (버전 11) - 오피스 2003에 포함
- 2006년 - 워드 2007 (버전 12) - 오피스 2007에 포함
- 2010년 - 워드 2010 (버전 14) - 오피스 2010에 포함
- 2012년 - 워드 2013 (버전 15) - 오피스 2013에 포함
- 2015년 - 워드 2016 (버전 16) - 오피스 2016에 포함
- 2018년 - 워드 2019 (버전 17) - 오피스 2019에 포함

SCO UNIX용 버전:
- 마이크로소프트 워드 (UNIX Systems Release 5.1)

OS/2용 버전:
- 1992 마이크로소프트 워드 for OS/2 버전 1.1B

## 점유율
대한민국에서 워드 프로세서인 아래아 한글, 일본에서도 이치타로, 전 세계적인 워드 90%대의 점유율을 가지고 있다.